# غندك (مهر أباد)
غندك (بالفارسية: گندک) هي قرية تقع في إيران في قسم مهر أباد الريفي. يقدر عدد سكانها بـ 13 نسمة بحسب إحصاء 2016.